# Чемпіонат Буковини з футболу
Чемпіонат Буковини з футболу — футбольний турнір, що проводився на території буковинського краю за часів його перебування під владою Румунії.

## Структура
- 1920—1922: Крайовий чемпіонат Буковини
- 1922—1932: Ліга 1 чемпіонату Буковини (регіональний чемпіонат як частина чемпіонату Румунії)
- 1932—1940: Ліга 1 чемпіонату жудеця Чернівці (регіональний чемпіонат з правом виходу у національний дивізіон чемпіонату Румунії)

## Передумови
Перші спортивні товариства з власними футбольними командами були створені ще в часи Австро-Угорщини — Герцогство Буковина на початку XX століття, а семе основними чернівецькими командами на довгі роки стали «Ян» (заснований в 1903 році як гімнастичний та спортивний клуб «TSV» він же німецький футбольний клуб «DFK»), «Сарматія» вона же «Полонія» (1907), «РФК» він же «Драгош Воде» (1907) та «Вандербюнд Блау-Вайс» він же «Маккабі» (1909).
В перші роки команди вивчали правила і проводили тренування, а вже в період 1908—1914 років відбувалися неофіційні змагання чемпіонату «Буковинської ліги», а також низка товариських матчів. Після початку Першої світової війни 1914 року на чотири роки припинили спортивні змагання, які почали відроджуватися лише після входження Буковини до складу Румунії.

### Перший документально зафіксований матч
Перший футбольний матч на теренах Буковини, організований командою студентів Чернівецького університету на базі університетської спортивної гімнастичної секції — відбувся 12 травня 1901 року у Чернівцях на стадіоні біля річки Прут.

## Історія
З приходом румунської влади, в 1919 році був запущений крайовий чемпіонат Буковини, який вже через рік у 1920-му став офіційним турніром. Перші три роки національна футбольна система сезонів була: «весна—осінь», після чого застосували більш традиційну для футбольних асоціації Європи: «осінь—весна». Перший чемпіонський титул здобула команда «Маккабі» (Чернівці).
В крайових змаганнях брали участь національні спортивні товариства румунів «Драгош Воде», німців «Ян», юдеїв «Маккабі» та «Хакоах», поляків «Полонія» та українців «Довбуш».
До 1932 року переможці турніру (будучи частиною національного чемпіонату) отримували право зіграти у фінальній частині чемпіонату Румунії за звання чемпіонів країни, а найгірші вилітали в Лігу 2. Починаючи з 1932/33 сезону команди вже грали по принципу «підвищення в класі» в національний чемпіонат Румунії (в різний період: «Дивізія А», «Дивізія B» та «Дивізія C»).
В 1940 році турнір припинив діяльність, бо Буковину окупували радянські війська. Останнім чемпіоном став «Ян» (Чернівці). За часів німецько-радянської війни Румунія знову зайняла Буковину і спроби відновити чемпіонат були, проте єдиний клуб який відродився був «Драгош Воде» (в сезоні 1942/43 брав участь у кубку Румунії). 
- Див. також: Чемпіонат Чернівецької області з футболу

### Відомі гравці
- Альфред Айзенбайссер — румунський футболіст (уродженець Чернівців), впродовж 1928—1932 років виступав за команди «Ян» та «Драгош Воде». Гравець національної збірної Румунії, перший представник з території сучасної України на чемпіонаті світу з футболу (1930).
- Роберт Садовський — румунський футболіст (уродженець Чернівців), виступав за команду «Мунчіторул». Гравець національної збірної Румунії, учасник чемпіонату світу з футболу (1938).

### Стадіони
- Найбільший стадіон у своєму розпорядженні мала команда «Маккабі», який носив однойменну назву — Рекорд відвідуваності арени був зафіксований 3 вересня 1922 року на матчі національних збірних Румунії — Польщі (1:1), на який прийшло 12 000 глядачів.
- Стадіон «Ян-Плац», який був закріплений за командою «Ян» — Рекорд відвідуваності зафіксував 31 серпня 1924 року в поєдинку між збірними міст Чернівці та Бухарест (2:1), на цей матч прийшло подивитися 6 000 глядачів.
- Стадіони «Полонії» та «Драгош Воде» вміщували близько 5 000 та 3 000 відповідно.

## Призери змагань
| Сезон   | Чемпіон       | Срібний призер | Брозовий призер |
| ------- | ------------- | -------------- | --------------- |
| 1920    | «Маккабі»     | ?              | ?               |
| 1921    | «Полонія»     | «Ян»           | «Маккабі»       |
| 1922    | «Полонія»     | «Ян»           | «Драгош Воде»   |
| 1922/23 | «Полонія»     | «Маккабі»      | «Драгош Воде»   |
| 1923/24 | «Ян»          | «Маккабі»      | «Драгош Воде»   |
| 1924/25 | «Ян»          | «Маккабі»      | «Хакоах»        |
| 1925/26 | «Хакоах»      | «Маккабі»      | «Ян»            |
| 1926/27 | «Маккабі»     | «Ян»           | «Полонія»       |
| 1927/28 | «Полонія»     | «Маккабі»      | «Драгош Воде»   |
| 1928/29 | «Драгош Воде» | «Хакоах»       | «Маккабі»       |
| 1929/30 | «Драгош Воде» | «Ян»           | «Маккабі»       |
| 1930/31 | «Маккабі»     | «Ян»           | «Хакоах»        |
| 1931/32 | «Маккабі»     | «Ян»           | «Драгош Воде»   |
| 1932/33 | «Драгош Воде» | «Ян»           | ?               |
| 1933/34 | «Ян»          | «Довбуш»       | «Драгош Воде»   |
| 1934/35 | «Драгош Воде» | «Маккабі»      | ?               |
| 1935/36 | «Мунчіторул»  | ?              | «Маккабі»       |
| 1936/37 | ?             | ?              | ?               |
| 1937/38 | ?             | ?              | ?               |
| 1938/39 | «Мунчіторул»  | ?              | ?               |
| 1939/40 | «Ян»          | ?              | ?               |

## Факти
- У фінальній частині чемпіонату Румунії (в період 1922—1932 років), виступали: «Полонія» та «Маккабі» (тричі), «Ян» та «Драгош Воде» (двічі), «Хакоах» (один раз).
- У найвищому дивізіоні Румунії (нині Суперліга), утвореному в 1932 році виступав: «Драгош Воде» (1 сезон: 1937/38).
- У другому за рангом дивізіоні Румунії (тоді «Дивізія B», нині Ліга 2), утвореному в 1934 році виступали: «Ян» (5 сезонів: 1934/35 — 1938/39), «Драгош Воде» (4 сезони: 1935/36 — 1936/37, 1938/39 — 1939/40) та «Мунчіторул» (1 сезон: 1939/40).
- У третьому за рангом дивізіоні Румунії (тоді «Дивізія C», нині Ліга 3), утвореному в 1936 році виступали: «Довбуш» (2 сезони: 1936/37, 1937/38), «Маккабі», «Мунчіторул» та «ЧФР» (1 сезон: 1937/38).